# Transart
Transart este o companie din Cluj-Napoca care produce propriile aplicații software pentru digitizarea afacerilor, sisteme din gama ERP, SFA, CRM, WMS, RETAIL EXECUTION, Business Intelligence.
Compania a fost înființată în anul 1997.
Din 2005, Transart este Microsoft Gold Certified Partner, iar din 2007 compania a devenit partener ISV (Independent Software Vendor) al Motorola Enterprise Mobility Division în România.
Produsele Transart includ sistemul de tip ERP B-ORG pentru firme mari, Neomanager, sistem integrat pentru managementul IMM-urilor, HERMES, aplicație pentru automatizarea forței de vânzare și merchandising, Warehouse Manager, sistem pentru managementul activității dintr-un depozit și BI Adviser, aplicație de Business Intelligence.
Cifra de afaceri:
- 2018: 3,5 milioane euro[2]
- 2008: 3,2 milioane euro[1]
- 2007: 2,8 milioane euro[3]